# 해피타임 4시
《이각경의 해피타임 4시》는 KBS 해피FM(전국, 수도권 기준 FM 106.1MHz, AM 603kHz)에서 매일 오후 4시부터 저녁 6시까지 방송된 연예오락 전문 라디오 프로그램이다.

## 방송 시간
| 방송 채널  | 방송 기간                         | 방송 시간                                                          | 방송 분량  |
| ---------- | --------------------------------- | ------------------------------------------------------------------ | ---------- |
| KBS 해피FM | 2013년 4월 8일 ~ 2017년 2월 19일  | 매일 오후 4시 5분 ~ 저녁 6시                                       | 1시간 55분 |
| KBS 해피FM | 2017년 2월 20일 ~ 2025년 2월 9일  | 매일 오후 4시 ~ 저녁 6시                                           | 2시간      |
| KBS 해피FM | 2025년 2월 10일 ~ 2025년 6월 29일 | 매일 오후 4시 ~ 저녁 6시 (본방송) 매일 밤 12시 ~ 새벽 2시 (재방송) | 2시간      |

## DJ
| 대수 | 진행자          | 진행 기간                         | 비고  |
| ---- | --------------- | --------------------------------- | ----- |
| 1대  | 방송인 왕영은   | 2013년 4월 8일 ~ 2015년 6월 7일   |       |
| 임시 | 배우 김예분     | 2015년 6월 8일 ~ 2015년 6월 14일  | [ 1 ] |
| 2대  | 방송인 허수경   | 2015년 6월 15일 ~ 2017년 2월 5일  |       |
| 3대  | 오유경 아나운서 | 2017년 2월 6일 ~ 2017년 9월 3일   | [ 2 ] |
| 임시 | 성우 이현애     | 2017년 9월 4일                    | [ 3 ] |
| 4대  | 성우 채지희     | 2017년 9월 5일 ~ 2017년 12월 31일 | [ 4 ] |
| 임시 | 박태원 아나운서 | 2018년 1월 1일 ~ 2018년 1월 28일  | [ 5 ] |
| 5대  | 이각경 아나운서 | 2018년 1월 29일 ~ 2025년 6월 29일 | [ 7 ] |

## 코너
매일 코너 (1부)
- 사연과 신청곡
- 4시에 쉼표
- 요긴한 퀴즈

매일 코너 (2부)
- 이각경의 별사탕
- 국민투표 (월요일)
- 세트메뉴 (화요일)
- 시시콜콜 상담소 (수요일)
- 냉면가왕 (목요일)
- 금요클럽 (금요일)
- 나만의 베스트 (토, 일요일)

## 수상 목록
- 2024년 KBS 연예대상 올해의 DJ상 (이각경)

## 같이 보기
- 연예오락
- 완벽한 하루 이상순입니다 (MBC FM4U)
- 박승화의 가요속으로 (CBS 음악FM)

## 특이 사항
- 오유경 아나운서는 2017년 9월 4일 자로 KBS 내부 조직 개편에 의해 부장 전보를 받았다. 아나운서 부장 특성 상, 개인 프로그램을 최소화하고 다른 아나운서 진행 프로그램 모니터링 업무에 전념해야 하는 이유로 DJ 자리를 떠났다.
- 오유경 아나운서가 이렇다 할 마지막 인사 없이 진행자가 교체되어서 많은 청취자들의 아쉬움을 샀다.
- 채지희 성우의 첫 방송 예정일 날 갑작스러운 라디오 드라마 녹음 일정으로 인하여 첫 방송이 불발되고 2017년 9월 4일 한정으로 이현애 성우가 대체 진행하였다.
- 채지희 성우로 DJ가 교체되었음에도 한 동안 《오유경의 해피타임 4시》 로고송이 송출되었다. 오유경 아나운서의 복귀가 불가피해지자(부장 승진), KBS 라디오 측은 진행자가 채지희 성우로 교체되었으며 로고송 또한 변경되었다.
- 채지희 성우가 불과 진행한 지 불과 4개월 여 만에 KBS와 전속 성우 계약이 2017년 12월 31일까지 만료되면서 프리랜서로 전환되었다. 이에 따라 KBS는 재정난 등을 이유로 KBS 내부 인력을 활용하게 되어 박태원 아나운서가 임시 DJ로 나서게 되었다. 《해피타임 4시》 프로그램 사상 첫 번째 남성 DJ였다.
- 2018년 1월 29일 개편으로 인해 해피타임 4시 진행자인 이각경 아나운서가 새 DJ로 발탁되어 이각경 아나운서 시절부터 사용해 오던 오프닝 시그널 음악이 변경되었다.